# Nadi Football Club
Maillots
Actualités
Le Nadi FC est un club de football des îles Fidji évoluant en première division fidjienne. Le club est basé à Nadi et dispute ses rencontres à domicile au stade Prince Charles Park d'une capacité de 15 000 places. Leur maillot est vert et blanc.

## Palmarès
- Coupe des champions d'Océanie
  - Finaliste : 1999

- Championnat des Fidji (9)
  - Champion : 1978, 1980, 1981, 1982, 1983, 1985, 1998, 2000 et 2015

- Championnat Interdistrict des Fidji (6)
  - Champion : 1969, 1971, 1974, 1998, 1999, 2002

- Coupe des Fidji (3)
  - Vainqueur : 1996, 2013, 2014
  - Finaliste : 1998, 2005, 2020